# Meilenstein (Ammendorf)

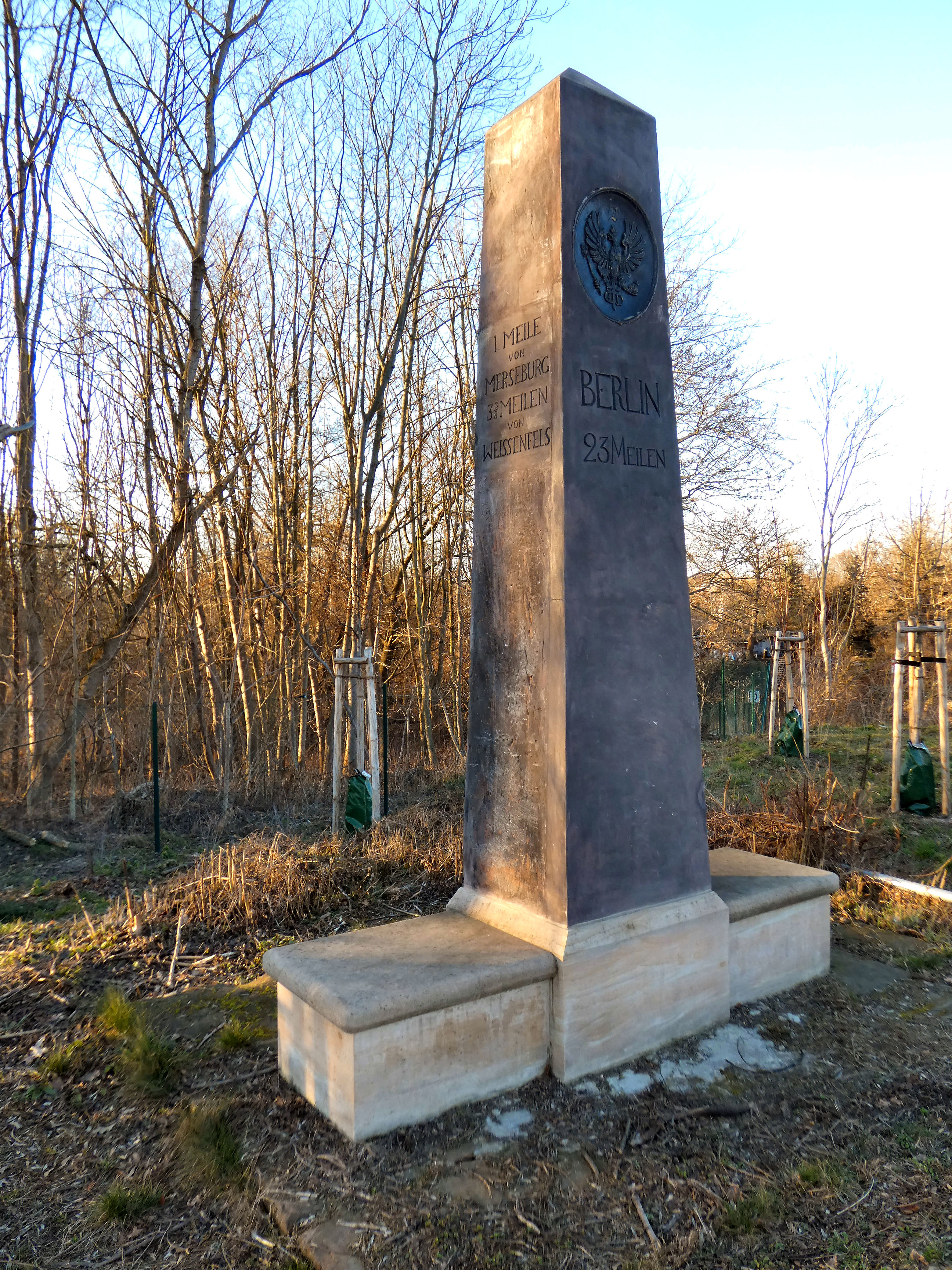
Ganzmeilenstein in Halle-Ammendorf, Februar 2019

Der Ganzmeilenstein in Ammendorf in Halle (Saale) ist ein historischer Distanzstein, der die Entfernung in preußischen Meilen angibt. Er steht unter Denkmalschutz, da Meilensteine in Sachsen-Anhalt sowohl Verkehrsdenkmale als auch Rechtsdenkmale sind. Der Obelisk steht heute um einige Meter nach Norden verrückt an der Merseburger Straße (B 91) südlich der Elsterbrücke. Er wurde hier im Zuge des Chausseebaus von Halle (Saale) nach Weißenfels im Jahr 1819 errichtet, wofür ein Damm durch die Saale-Elster-Aue geführt werden musste.
Er ist einige Zentimeter höher als die anderen Ganzmeilenobelisken an der Straße, aber nicht so hoch wie der Ganzmeilenstein in Merseburg. Halle war damals ebenso wie Ammendorf Teil des preußischen Regierungsbezirks Merseburg. Der Meilenstein gibt die Entfernungen nach Merseburg (1 Meile), Weißenfels (3 3/8 Meilen) und Berlin (23 Meilen) an und bezieht sich damit auf die Chaussee Berlin–Kassel, von der die Straße am Steintor in Halle abzweigt. Dort befand sich in der Berliner Straße der Ganzmeilenobelisk „Berlin 22 Meilen“. Eine preußische Meile entspricht 7,532 Kilometern.
Im Denkmalverzeichnis ist der Meilenstein unter der Erfassungsnummer 094 96946 als Kleindenkmal verzeichnet. Im Jahr 2016 wurde der stark beschädigte Meilenstein abgebaut, saniert und in seinen ursprünglichen Zustand zurückversetzt, zu dem eine Platte mit preußischem Adler und die Ruhebänke an beiden Seiten gehören.
Die nächstgelegenen Meilenstein-Standorte sind allesamt historisch, da sowohl der Viertelmeilenstein in Schkopaus Norden als auch alle Meilensteine zwischen Ammendorf und Steintor nicht mehr existieren. Erhalten haben sich im weiteren Verlauf der Straße allerdings der Halbmeilenstein in Schkopau und der Ganzmeilenstein in Merseburg sowie an einem sekundären Standort (Moritzburg) der Halbmeilenstein von der Merseburger Straße in Halle.